# منصور طاهری انارکی
منصور طاهری انارکی (۷ بهمن ۱۳۱۵ – ۲۳ اسفند ۱۳۹۸) استاد رشته مهندسی شیمی بود که در همایش هفتم چهره‌های ماندگار به عنوان استاد برجسته رشته مهندسی شیمی انتخاب گردید. وی متولد انارک می‌باشد.
طاهری کارشناسی خود را در رشته مهندسی شیمی در دانشکده نفت آبادان در سال ۱۳۳۹ اخذ نمود. سپس عازم آمریکا شد و کارشناسی ارشد خود را در دانشگاه کیس وسترن رزرو آمریکا در سال ۱۳۴۳ و دکتری خود را در دانشگاه ایالتی پنسیلوانیا آمریکا و در سال ۱۳۴۶ اخذ نمود. وی با درجه استادی در دانشگاه شیراز مشغول به تدریس می‌کرد.
وی به عنوان مهندس شیمی برجسته از طرف انجمن شیمی و مهندسی شیمی ایران در سال ۱۳۷۱ انتخاب شد. علاوه بر این به عنوان مدرس برجسته سال ۷۰ از طرف دانشگاه شیراز انتخاب گردید.
انارکی به عنوان یکی از اعضای وابسته فرهنگستان علوم جمهوری اسلامی ایران مشغول به کار بود. همچنین انارکی در زمینه‌های آلودگی هوا و پدیده‌های انتقال تحقیقاتی انجام داده‌است.
انارکی در ۲۳ اسفند ۱۳۹۸ در سن ۸۳ سالگی درگذشت.